# Phyllomacromia aequatorialis
Phyllomacromia aequatorialis – gatunek ważki z rodziny Macromiidae.